# Vasculite
Vasculite ou angiite é uma inflamação em vaso sanguíneo. Geralmente provoca danos ao revestimento do vaso, causando seu estreitamento ou obstrução, e assim limitando ou interrompendo o fluxo sanguíneo. Se não for tratada, poderá gerar isquemia e, consequentemente, possíveis danos ou até mesmo destruição dos tecidos abastecidos por esses vasos afetados.
As lesões causadas pela vasculite dependem, por um lado, do tamanho do vaso afectado, por outro, do órgão ou órgãos atingidos, dando origem a vários tipos de vasculite. Por exemplo, a lesão de pequenos vasos da pele poderá causar manchas cutâneas e pequenas zonas de pele desvitalizada, a qual recuperará com a melhoria da vasculite. Se os vasos atingidos forem os dos rins, poderá haver comprometimento do bom funcionamento destes órgãos, com repercussão grave no organismo e necessidade de intervenção terapêutica urgente.
As vasculites são, assim, um conjunto vasto de doenças classificáveis de acordo com o tipo de vasos sanguíneos envolvidos e quando atingem vários órgãos e sistemas apelidam-se de vasculites sistémicas. A gravidade destas pode colocar em risco a vida de um doente ou de um funcionamento de um órgão vital. As vasculites podem ser primárias, se aparecem subitamente numa pessoa previamente saudável, ou secundárias, se surgem numa pessoa com doença já conhecida, como, Lúpus Eritematoso Sistémico, Artrite Reumatóide, Síndrome de Sjögren, Hepatite, Leucemia e Linfoma.

## Causas
As vasculites são doenças auto-imunes de causa habitualmente desconhecida, porém podem ser secundárias a drogas e a infecções crónicas, como as relacionadas com os vírus da Hepatite B e C. São mais comuns em elementos da mesma família, no entanto não existe qualquer traço de transmissão genética e o risco relativo dentro das mesmas famílias não é tão elevado.

## Classificação
Existem três tipos de vasos sanguíneos: as artérias, que levam o sangue do coração para os vários órgãos e tecidos (como o rim, fígado ou a pele); as veias, que levam o sangue destes órgãos para o coração, e os capilares que são vasos sanguíneos muito pequenos, entre as artérias e as veias, onde se dão as trocas de oxigénio e outros materiais do sangue para os tecidos.
Vasculites de grandes vasos:
- Arterite de células gigantes ou temporal;
- Arterite de Takayasu.
Vasculites de médios vasos:
- Poliarterite nodosa (PAN);
- Doença de Kawasaki.
Vasculites de pequenos vasos:
- Poliangiite microscópica (PAM);
- Granulomatose de Wegener;
- Síndrome de Churg-Strauss;
- Púrpura de Henoch-Schönlein;
- Angeítes Leucocitoclásticas Cutâneas;
- Crioglobulinémia mista essencial.

## Tratamento
O tratamento é direcionado à causa primária do desenvolvimento da inflamação. Entretanto, na maioria dos casos são administrados esteróides, se a motivo inicial for devido a dano no sistema imunológico. Imunossupressores também poderão ser recomendados.